# Parque nacional del Antiguo Oyo
El Parque nacional del Antiguo Oyo (en inglés: Old Oyo National Park) es uno de los parques nacionales de en el país africano de Nigeria, ubicado en el norte del Estado de Oyo y el sur del estado de Kwara. Es rico en recursos vegetales y animales, incluyendo búfalos, y una gran variedad de aves. El parque es de fácil acceso desde el suroeste y el noroeste de Nigeria. Las ciudades más cercanas y ciudades de los alrededores del parque nacional incluyen Saki, Iseyin, Igboho, Sepeteri, Tede y Igbeti  que tienen sus propias atracciones comerciales y culturales para el turismo. Esta área protegida adoptó el estatus de parque nacional en 1991.